# Grotte touristique

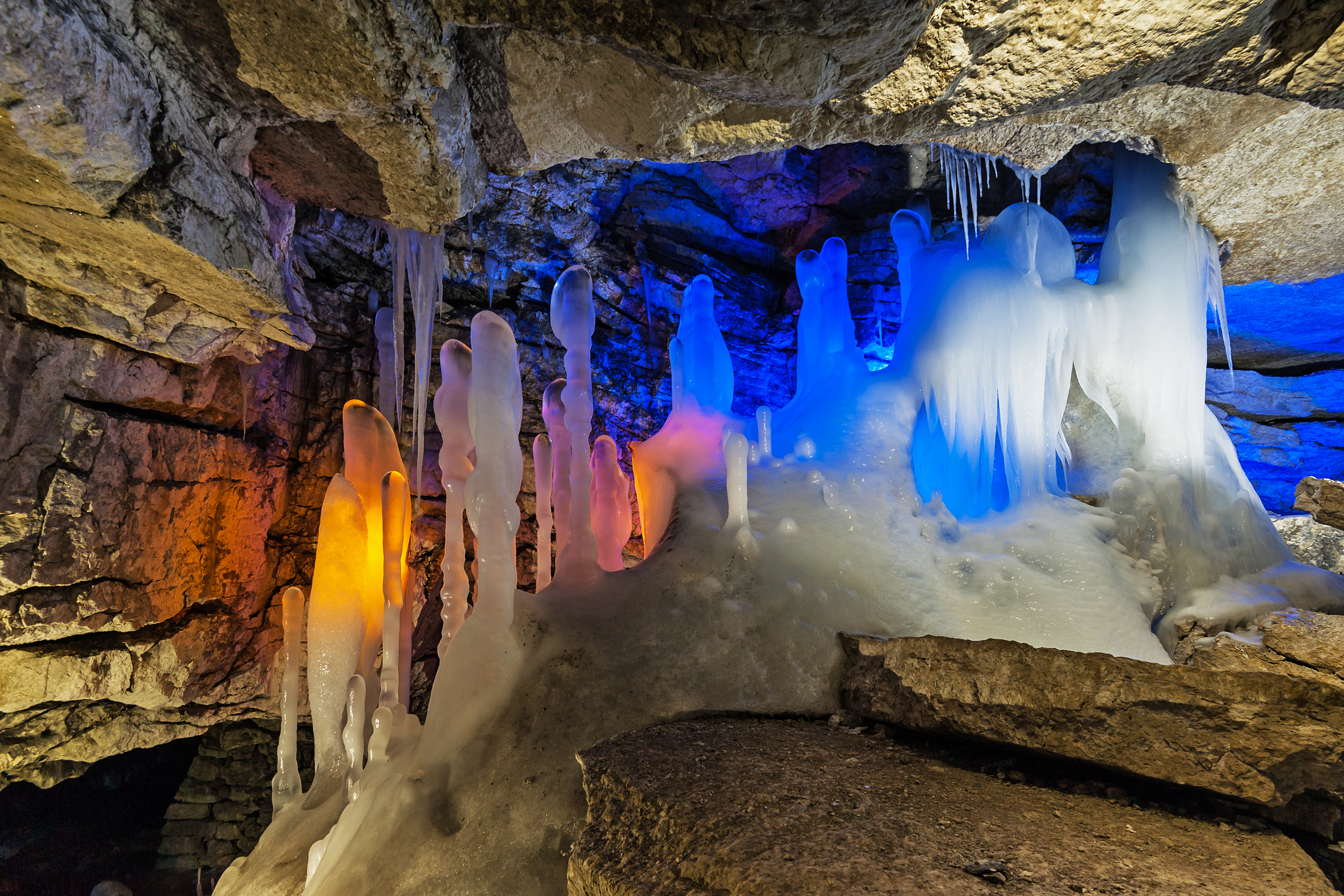
Jeu de lumières dans la grotte glacée de Koungour dans le kraï de Perm, en Russie.

Une grotte touristique ou cavité aménagée (sous-entendu pour une visite touristique) est une cavité souterraine, le plus souvent naturelle, qui a fait l'objet d'aménagements intérieurs et extérieurs destinés à faciliter son accessibilité au grand public.
Les pays de langue anglaise utilisent le terme « show cave » ou « commercial cave » (US) pour désigner ces cavités aménagées pour le tourisme.

## Définition
Une grotte touristique est une cavité aménagée et accessible au public lors de visites guidées. Une grotte touristique peut être naturelle ou artificielle et exploitée par un gouvernement ou une organisation commerciale, généralement moyennant le paiement d'un prix d'entrée. Les grottes touristiques s'opposent aux grottes dites « sauvages » qui n'ont généralement pas fait l'objet d'aménagements importants. L'accès aux grottes touristiques est soumis à des jours et horaires d'ouverture réguliers durant lesquels il est proposé des visites guidées de groupe. Souvent, des lampes électriques fixes permettent de découvrir les cavités touristiques sous un éclairage proche de la lumière naturelle (couleur blanche) ou artificielle (couleurs variées). Les grottes aménagées au public peuvent également être utilisées à des fins de spectacles ou de concerts, ou de tout autre attraction touristique. Ces cavités aménagées présentent l'avantage d'être bien équipées : ascenseurs, petits trains ou encore bateaux, si la visite proposée comporte une rivière ou un lac souterrain.
Les aménagements des cavités touristiques varient selon le niveau de développement des pays chargés d'appliquer les réglementations d'accès. Ainsi dans certains pays, on peut trouver des grottes touristiques à l'aménagement sommaire ne comportant aucun éclairage fixe. Le matériel individuel (éclairage, casque, bottes, etc.) est alors fourni par les guides. La notion de grottes touristiques n'est donc pas liée à un degré d'équipement et doit être appréciée avec largesse de vue.
En France, la plupart des exploitants de grottes touristiques sont membres de la Fédération française du Tourisme et Patrimoine souterrain (FFTS), ex-Association nationale des exploitants de cavernes aménagées pour le tourisme (ANECAT), et parfois de l'International Show Caves Association (ISCA).

## Histoire
Les plus anciens graffitis attestant d'une fréquentation est probablement la grotte de la Flûte de roseau (en) en Chine avec des inscriptions datées de 792 (dynastie Tang). En Europe, la grotte de Postojna en Slovénie recèle une date de visite de 1213. Il existe d'autres cavités anciennement fréquentées comme la grotte de Jasov en Slovaquie avec des signatures de 1452, et la grotte de Sontheimer (de) en Allemagne visitée par le duc Ulrich VI de Wurtemberg le 20 mai 1516. Dans la  grotte de Vilenica (en) en Slovénie des droits d'entrée ont été prélevés dès 1633. Le premier guide officiel, spécialisé dans les visites de grottes, est attesté en 1649 dans la grotte de Baumann, dans le Harz en Allemagne ; mais la grotte était connue et visitée bien avant cette date.

## Les éclairages
Le développement de l'éclairage électrique a permis de proposer une nouvelle manière de découvrir les grottes. Les premières expériences souterraines d'installations électriques ont été menées par le lieutenant Edward Cracknell (en) en 1880 dans les grottes de Chifley, grottes de Jenolan (en), Australie. En 1881, les grottes de Sloupsko-Šošůvské (cs), République tchèque, sont devenues les premières grottes au monde à utiliser l'arc électrique. Cette technique d'éclairage n'utilisait pas d'ampoules, mais des lampes à arc électrique munis d'électrodes en carbone, lesquels finissaient par brûler et devaient être régulièrement remplacées.
En 1883, la première grotte équipée d'ampoules électriques fut la grotte de Kraus (de), Styrie, Autriche-Hongrie. Puis en 1884, deux autres grottes ont été équipées de lumière électrique : la grotte de Postojna en Autriche-Hongrie, et d'Olga (de) en Allemagne.
Les filaments verts qui se développent près des lampes électriques à incandescence ont incité bon nombre d'exploitants de cavernes à se tourner vers les éclairages LED dont la température plus froide ne permet pas la croissance de micro-organismes.

## Illustrations

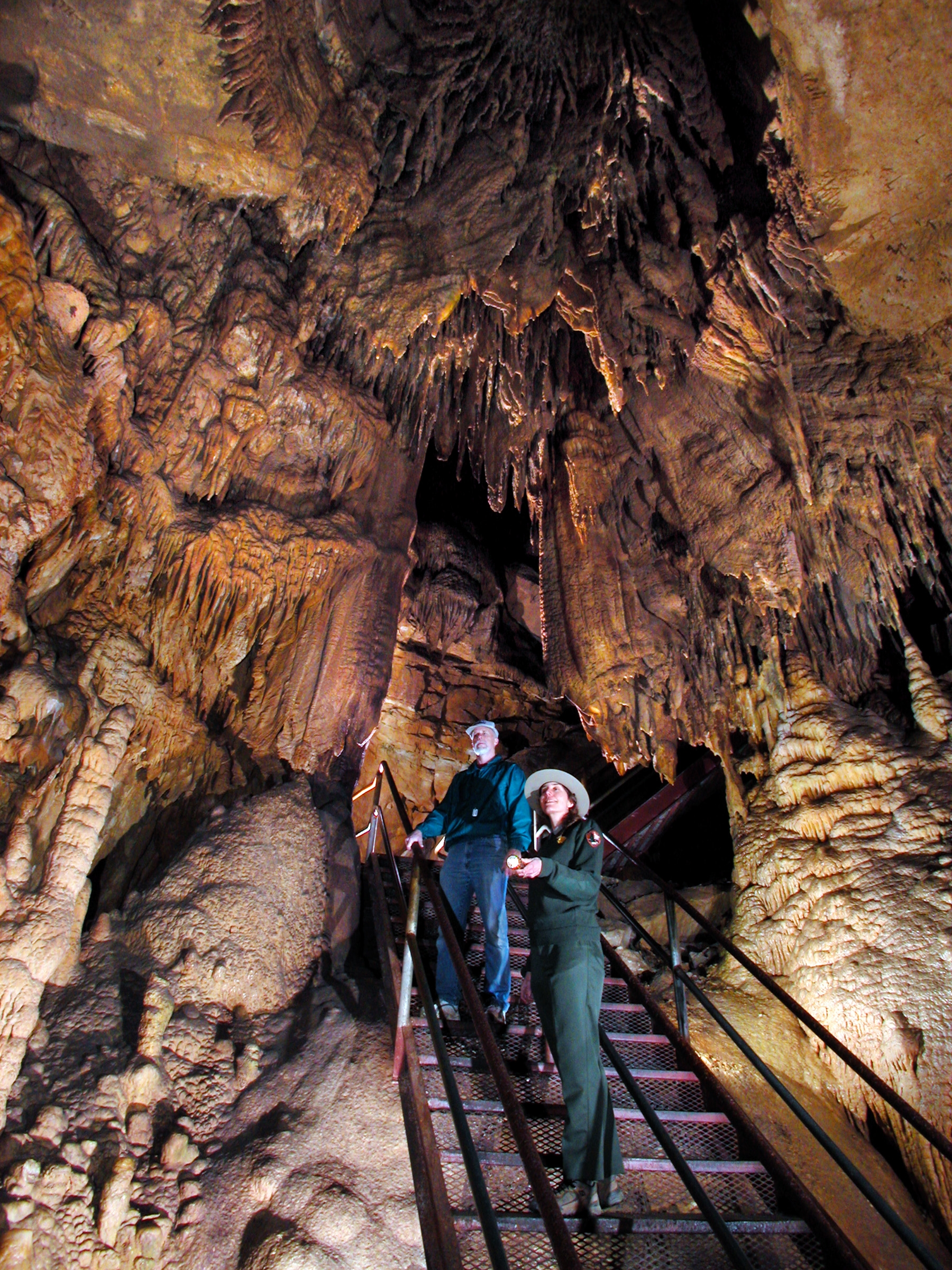
Escalier dans la grotte de Mammoth Cave (Kentucky), aux États-Unis.
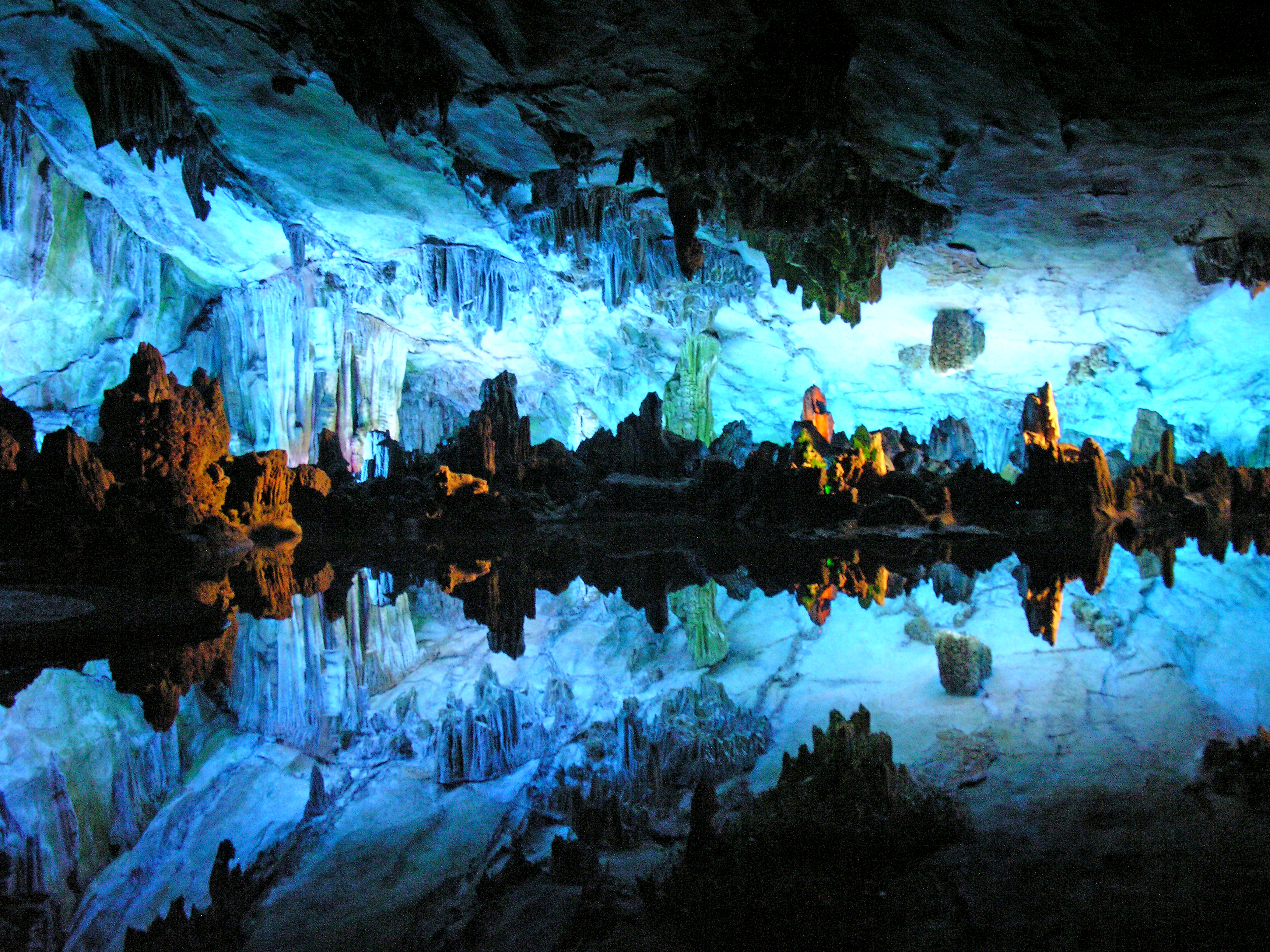
Éclairage artificiel dans la grotte de la flûte de roseau (Lúdí Yán), Guilin, Guangxi, en Chine.
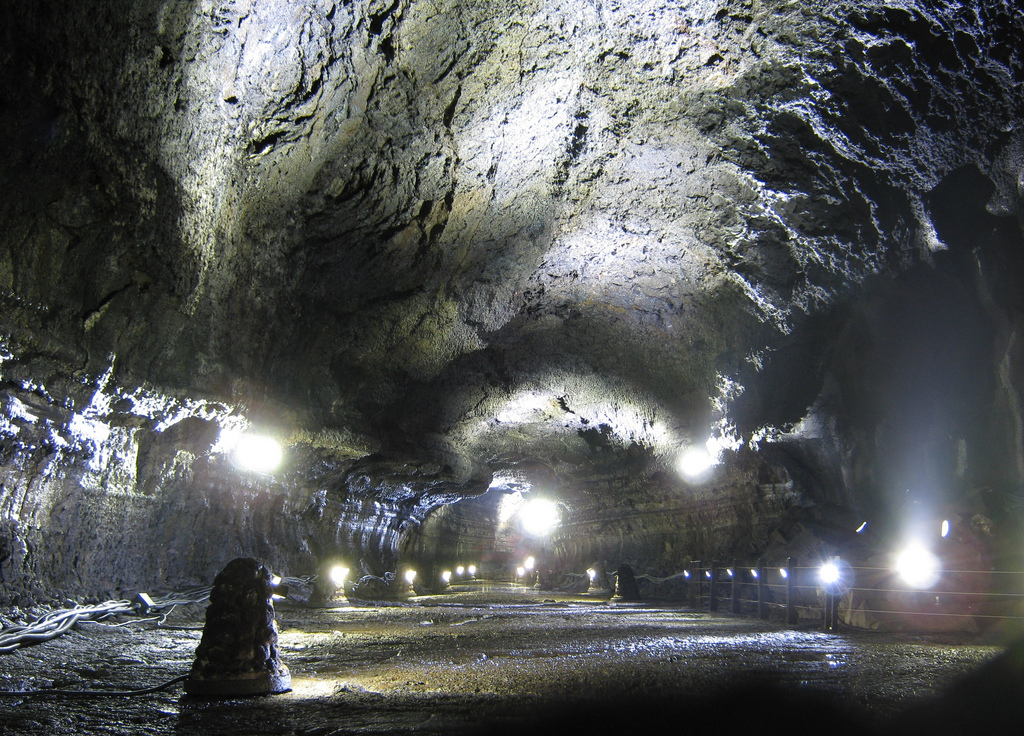
Tunnel de lave dans la grotte de Manjanggul, Jeju, en Corée du Sud.
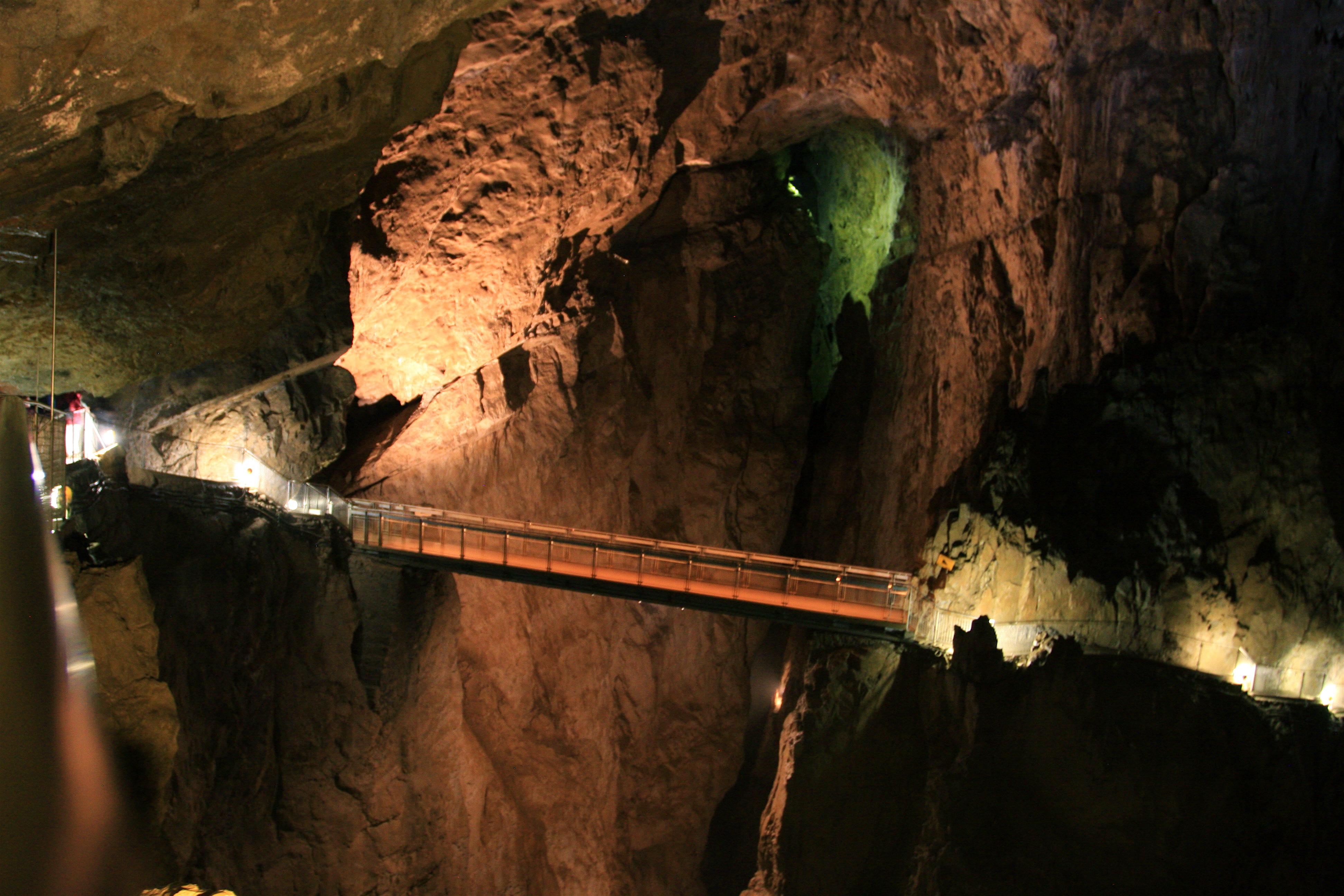
Un pont dans les grottes de Škocjan, en Slovénie.
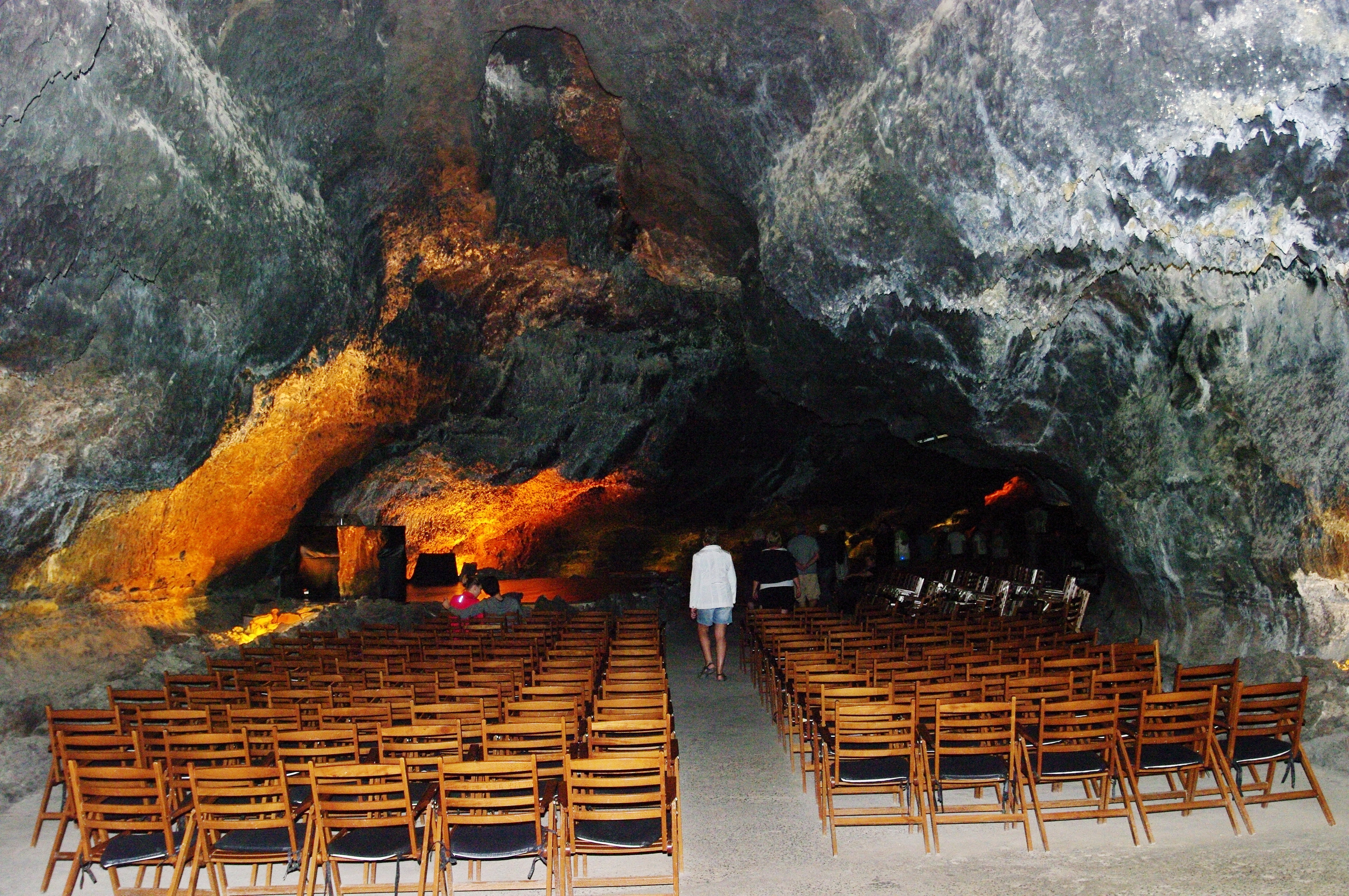
Salle du Concert dans la Cueva de los Verdes, Lanzarote, en Espagne.
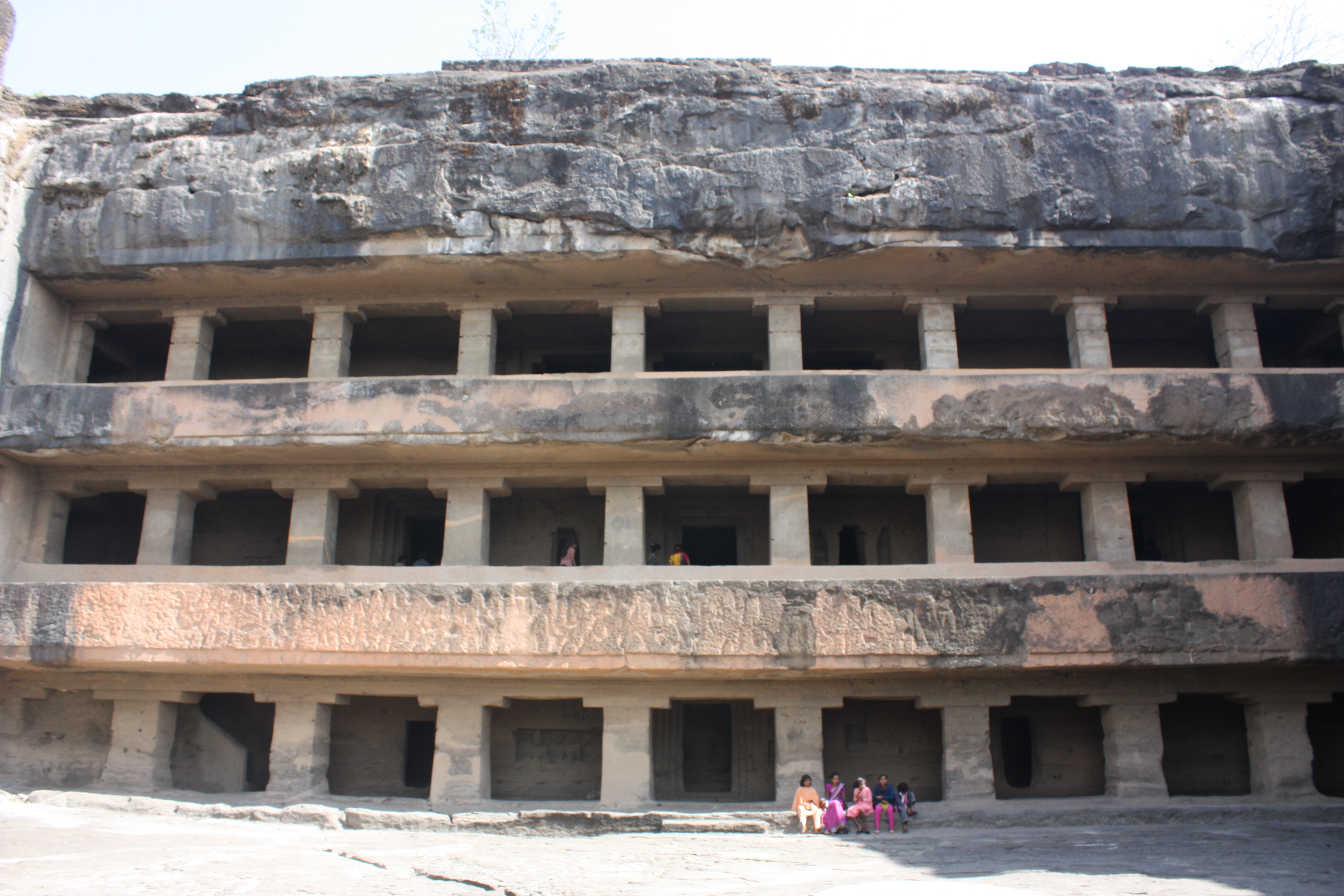
Monastère des grottes d'Ellorâ, Aurangabad, Maharashtra, en Inde.
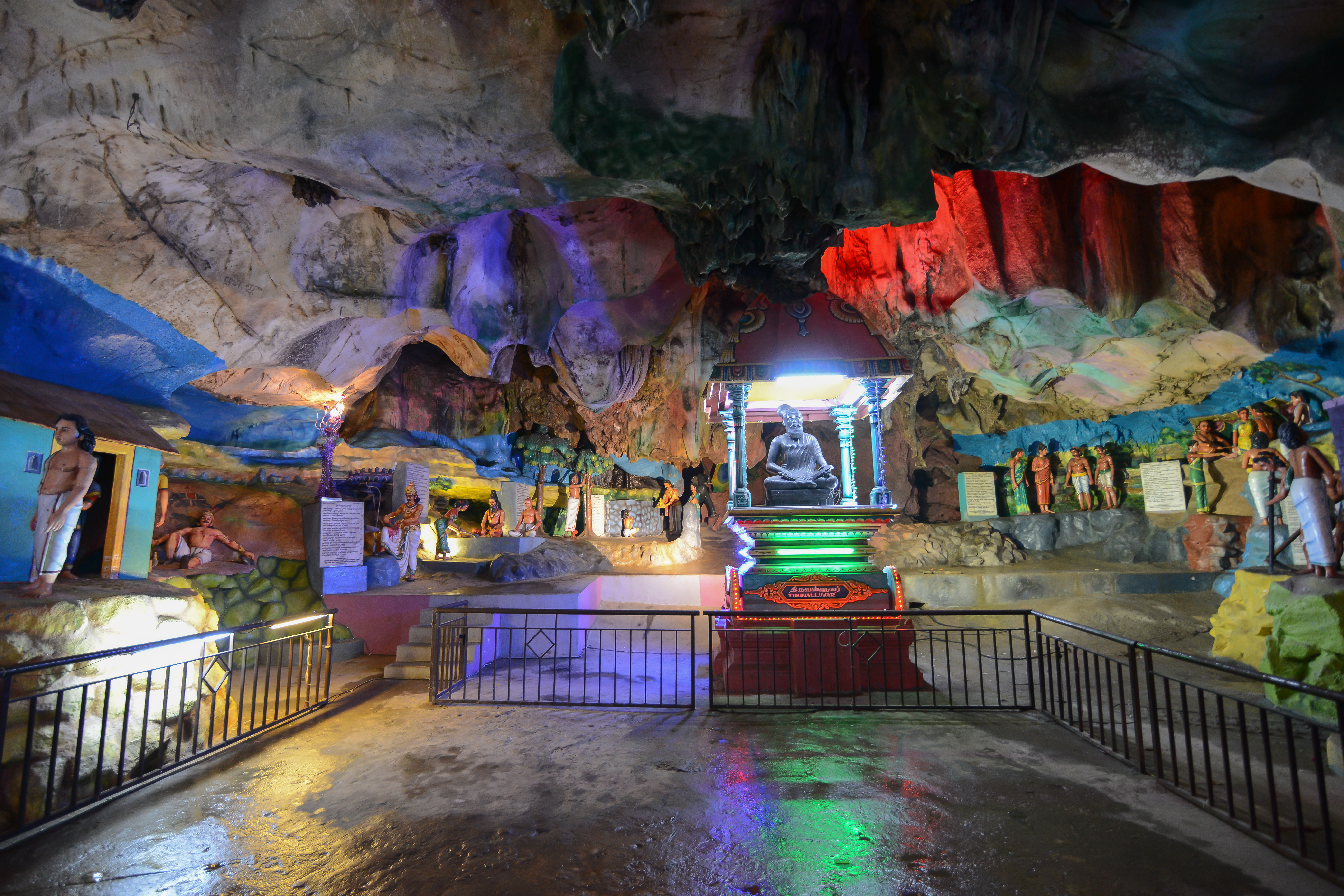
Statues dans les grottes de Batu, Kuala Lumpur, en Malaisie.
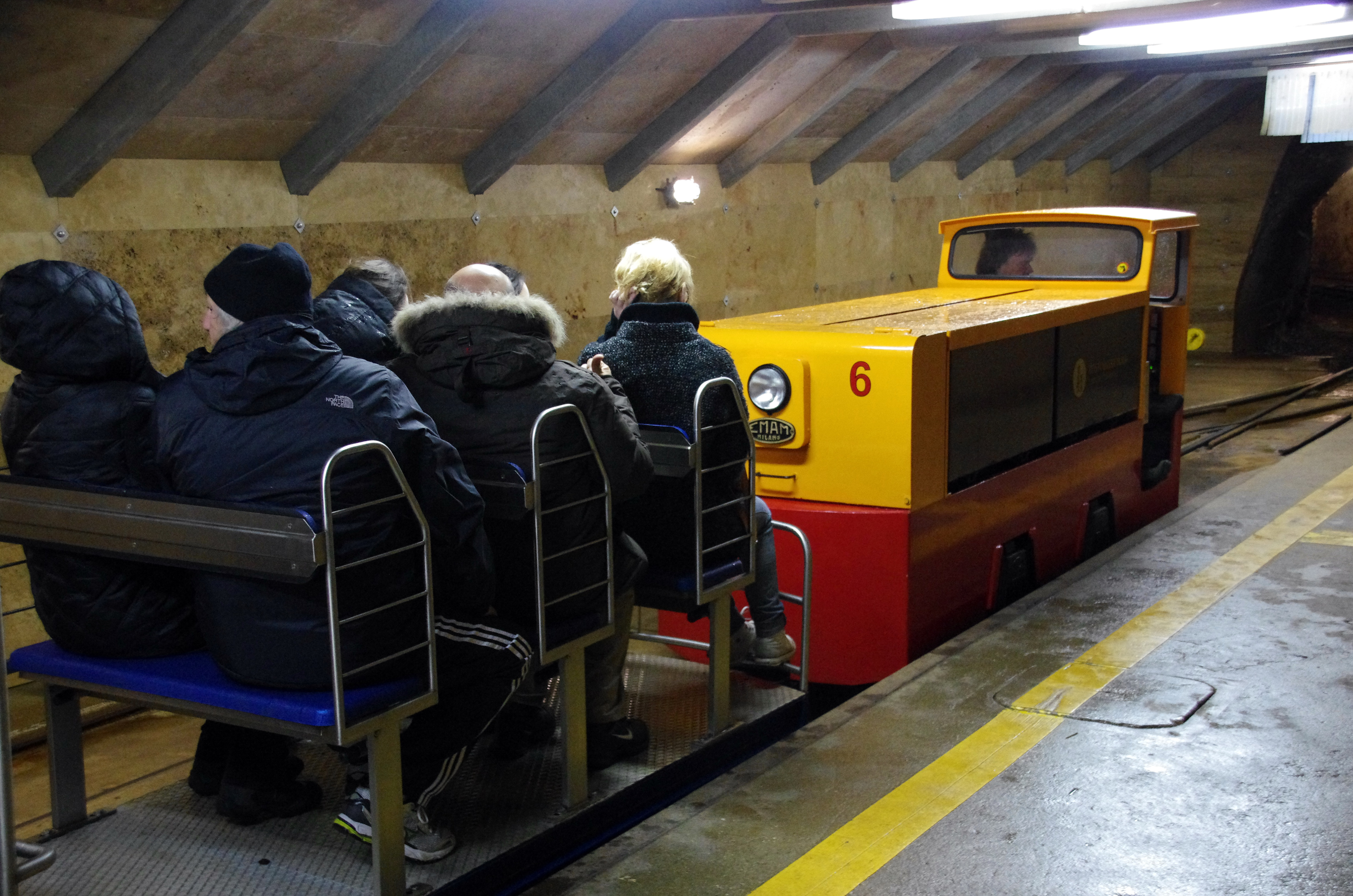
Petit train dans la grotte de Postojna, en Slovénie.
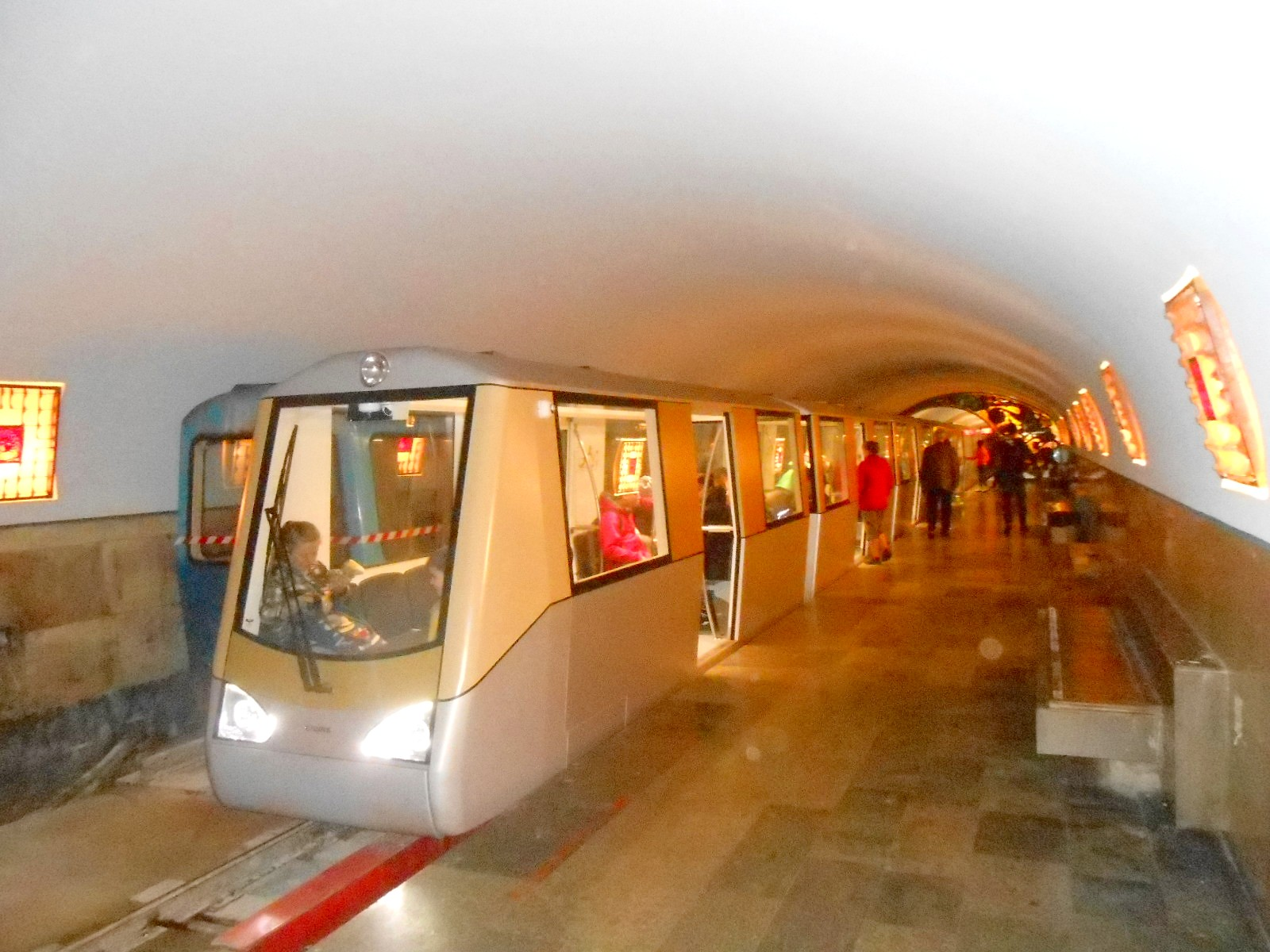
Moyen de transport dans la grotte de Nouvel Athos, en Abkhazie.
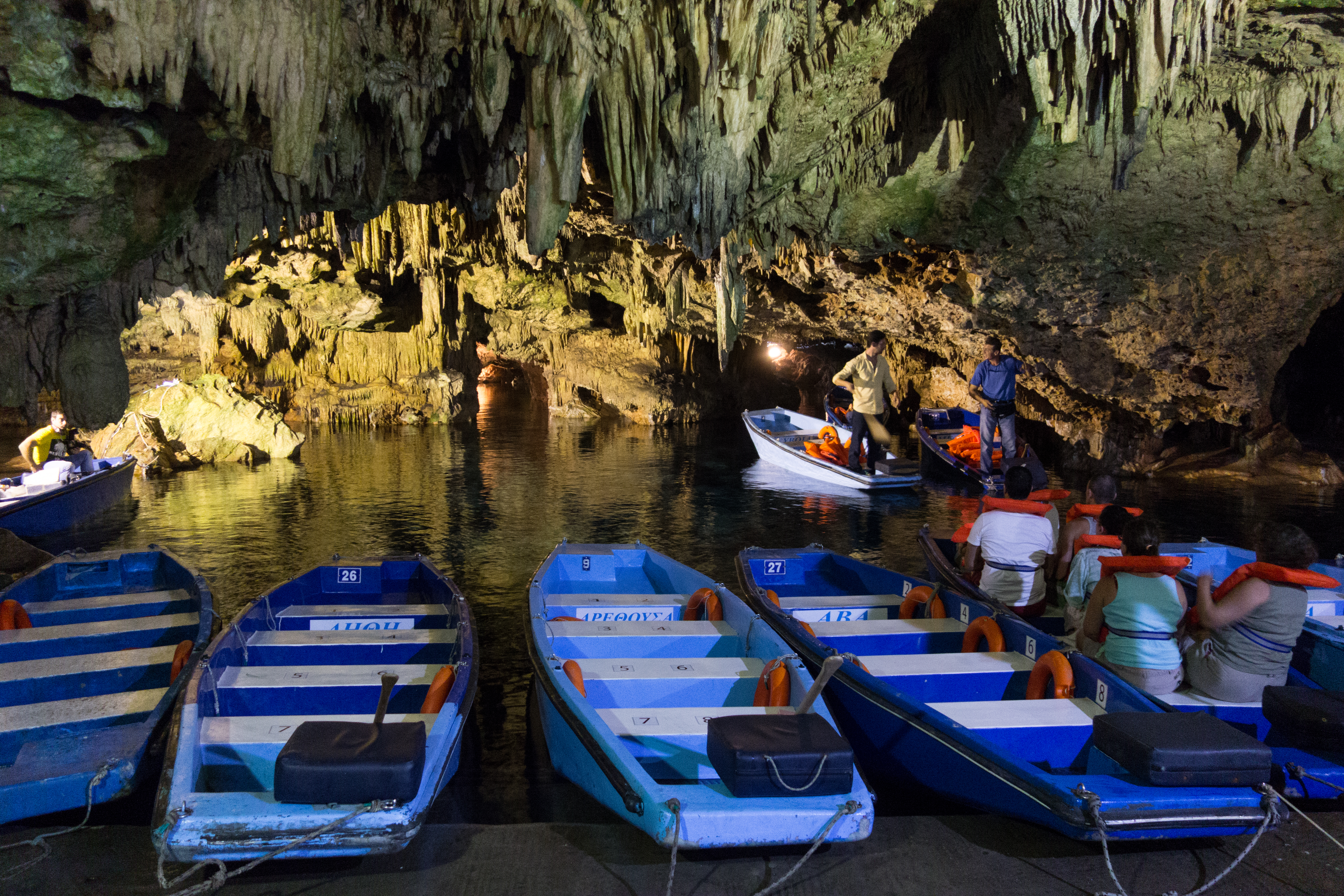
Bateaux de la grotte Glifada, grottes de Diros, en Grèce.

## Grottes touristiques remarquables
Les cavités sont classées par continent et pays. Seules les cavités possédant un article dans au moins une encyclopédie Wikipédia sont listées. Pour d'autres exemples de cavités aménagées pour le tourisme, voir la palette de navigation en bas de cet article.

### Amérique

#### Argentine
- Cueva de las Manos, Santa Cruz, Argentine

#### Barbade
- Cueva de Harrison (es), Barbade

#### Canada
- Horne Lake Caves (en), Nanaimo, Colombie-Britannique, Canada

#### Chili
- Cueva del Milodón, Magallanes, Chili

#### Cuba
- Cuevas de Bellamar (sv), Matanzas, Cuba

#### Curaçao
- Grottes de Hato, Willemstad, Curaçao

#### États-Unis
- Grottes de Blanchard Springs, Arkansas, États-Unis
- Grottes de Carlsbad, Nouveau-Mexique, États-Unis
- Cascade Caverns (en), Boerne, Texas, États-Unis
- Cave Without a Name (en), Boerne, Texas, États-Unis
- Craighead Caverns (en), Tennessee, États-Unis
- Crystal Cave (en), Put-In-Bay, Ohio, États-Unis
- Fantastic Caverns (en), Springfield, Missouri, États-Unis
- Howe Caverns (en), New York, États-Unis
- Inner Space Cavern (en), Georgetown, Texas, États-Unis
- Grotte de Kazumura, Hawaï, États-Unis
- Kartchner Caverns, Benson, Arizona, États-Unis
- Lewis and Clark Caverns (en), Montana, États-Unis
- Linville Caverns (en), Marion, Caroline du Nord, États-Unis
- Grottes de Luray, Virginie, États-Unis
- Mammoth Cave, Kentucky, États-Unis
- Mark Twain Cave (en), Hannibal, Missouri, États-Unis
- Meramec Caverns (en), Stanton, Missouri, États-Unis
- Natural Bridge Caverns (en), Texas, États-Unis
- Ohio Caverns (en), Ohio, États-Unis
- Caverns of Sonora (en), Texas, États-Unis
- Wonder Cave (en), San Marcos, Texas, États-Unis

#### Mexique
- Grutas de Cacahuamilpa, Guerrero, Mexique

#### Pérou
- Gruta de Huagapo (es), Palcamayo, Junín, Pérou
- Cavernas de Quiocta (es), Lamud, Amazonas, Pérou
- Cueva de las Lechuzas (es), Tingo Maria, Huánuco, Pérou

### Europe

#### Allemagne
- Binghöhle (de), Bavière, Allemagne
- Grotte Atta, Attendorn, Allemagne
- Erdmannshöhle, Lörrach, Allemagne
- Dechenhöhle (de), Iserlohn, Allemagne
- Drachenhöhle Syrau, Syrau, Allemagne
- Olgahöhle (de), Bade-Wurtemberg, Allemagne

#### Autriche
- Eisriesenwelt, Salzbourg, Autriche
- Seegrotte (de), Hinterbrühl, Autriche
- Lamprechtsofen, Salzbourg, Autriche
- Kraushöhle (de), Styrie, Autriche, Autriche

#### Belgique
- Grottes de Han, Namur, Belgique
- Grotte de l'Abîme, Comblain, Liège, Belgique
- Grottes de Folx-les-Caves, Brabant wallon, Belgique
- Grotte La Merveilleuse, Namur, Belgique
- Grottes de Neptune, Namur, Belgique
- Grottes de Remouchamps, Liège, Belgique
- Grotte Scladina, Namur, Belgique
- Grottes de Hotton, Luxembourg, Belgique

#### Bosnie-Herzégovine
- Vjetrenica, Bosnie-Herzégovine

#### Bulgarie
- Grotte de Bacho Kiro, Dryanovo, Bulgarie
- Diavolskoto Geurlo, Rhodopes, Gyovren, Bulgarie
- Devetashka cave (bg), Devetaki, Lovetch, Bulgarie
- Grotte de Yagodinska (bg), Rhodopes, Smolyan, Bulgarie
- Grotte de Snezhanka (bg), Rhodopes, Pechtera, Bulgarie
- Grotte de Ledenika (bg), Vratsa, Balkans, Bulgarie
- Grotte d'Uhlovitsa (bg), Rhodopes, Smolyan, Bulgarie
- Grotte de Magoura, Bélogradtchik, Balkans, Bulgarie
- Saeva dupka (bg), Balkans, Lovetch, Bulgarie
- Grotte d'Orlova Chuka (bg), Roussé, Bulgarie

#### Croatie
- Grotte Bleue (en), Biševo, Dalmatie, Croatie

#### Espagne
- Grottes du Drach, Majorque, Baléares, Espagne
- Cuevas del Cenobio de Valerón (es), Grande Canarie, Espagne
- Cueva del Viento, Tenerife, Canaries, Espagne
- Cueva de El Soplao, Cantabrie, Espagne
- Cueva de los Verdes, Haría, Lanzarote, Canaries, Espagne
- Grotte de Nerja, Malaga,Andalousie, Espagne
- Cueva Pintada (es), Gáldar, Grande Canarie, Espagne
- Grottes dels Hams, Majorque, Baléares, Espagne

#### France
- Grotte de l'Aguzou, Fontanès-de-Sault, Aude
- Grande grotte, Arcy-sur-Cure, Yonne
- Aven Armand, Meyrueis, Lozère
- Grottes d'Azé, Azé, Saône-et-Loire
- Grottes de la Balme, La Balme-les-Grottes, Isère
- Grotte de Bara-Bahau, Le Bugue, Dordogne
- Carrières des Baux, Les Baux-de-Provence, Bouches-du-Rhône
- Grotte de Bédeilhac, Tarascon-sur-Ariège, Ariège
- Grotte de Bernifal, Les Eyzies, Dordogne
- Grottes de Bétharram, Saint-Pé-de-Bigorre, Hautes-Pyrénées
- Grottes de Bèze, Bèze, Côte-d'Or
- Grottes de Blanot, Blanot, Saône-et-Loire
- Grotte du Bosc, Saint-Antonin-Noble-Val, Tarn-et-Garonne
- Grottes du Bouil Bleu, Saint-Porchaire, Charente-Maritime
- Abîme de Bramabiau, Saint-Sauveur-Camprieu, Gard
- Gouffre de Cabrespine, Cabrespine, Aude
- Grottes de Calès, Lamanon, Bouches-du-Rhône, France
- Grottes des Canalettes, Villefranche-de-Conflent, Pyrénées-Orientales
- Abri de Cap Blanc, Marquay, Dordogne
- Grotte Célestine, Rauzan, Gironde
- Grottes du Cerdon, Cerdon et Labalme, Ain
- Grotte Chauvet 2 - Ardèche, Vallon-Pont-d'Arc, Ardèche, France
- Grotte du Chien, Chamalières, Puy-de-Dôme
- Grotte de Choranche, Choranche, Isère
- Grotte de Clamouse, Saint-Guilhem-le-Désert, Hérault
- Phosphatière du Cloup d'Aural, Bach, Lot
- Grotte du Cluzeau, Villars, Dordogne
- Grotte de la Cocalière, Courry, Gard
- Grotte des Combarelles, Les Eyzies, Dordogne
- Grottes du Mont Cornadore, Saint-Nectaire, Puy-de-Dôme
- Grottes de Cougnac, Payrignac, Lot
- Grottes de Cravanche, Belfort, Territoire de Belfort
- Grotte de Dargilan, Meyrueis, Lozère
- Grotte des Demoiselles, Saint-Bauzille-de-Putois, Hérault
- Grotte de la Devèze, Courniou, Hérault
- Grottes des Échelles, Saint-Christophe, Savoie
- Gouffre d'Esparros, Esparros, Hautes-Pyrénées
- Abîme de la Fage, Noailles, Corrèze
- Grotte de Foissac, Foissac, Aveyron
- Grotte de Font-de-Gaume, Les Eyzies, Dordogne
- Grottes de Fontirou, Castella, Lot-et-Garonne
- Grottes de Gargas, Aventignan, Hautes-Pyrénées
- Grotte de Gouy, Gouy, Seine-Maritime
- Grotte du Grand Roc, Les Eyzies, Dordogne
- Grotte d'Isturitz, Isturits, Pyrénées-Atlantiques
- Grottes de Jonas, Saint-Pierre-Colamine, Puy-de-Dôme
- Grotte de Labeil, Lauroux, Hérault
- Grotte de Labouiche, Vernajoul et Baulou, Ariège
- Grottes de Lacave, Lacave, Lot
- Grotte de Lascaux (fac simile Lascaux 2), Montignac-Lascaux, Dordogne
- Grotte de Lastournelle, Sainte-Colombe-de-Villeneuve, Lot-et-Garonne
- Grotte de Limousis, Limousis, Aude
- Grotte de Lombrives, Ornolac-Ussat-les-Bains, Ariège
- Grotte de la Luire, Saint-Agnan-en-Vercors, Drôme
- Abri de la Madeleine, Tursac, Dordogne
- Grotte de la Madeleine, Saint-Remèze, Ardèche
- Aven Marzal, Saint-Remèze, Ardèche
- Grotte du Mas-d'Azil, Le Mas-d'Azil, Ariège
- Grottes de Maxange, Le Buisson-de-Cadouin, Dordogne
- Grottes de Médous, Asté, Hautes-Pyrénées
- Grotte des Merveilles, Rocamadour, Lot
- Grottes des Moidons, Arbois, Jura
- Grottes de Naours, Naours, Somme
- Grotte de Néron, Soyons, Ardèche
- Grotte de Nichet, Fromelennes, Ardennes
- Aven d'Orgnac, Orgnac-l'Aven, Ardèche
- Grotte d'Osselle, Roset-Fluans, Doubs
- Gouffre de Padirac, Padirac, Lot
- Grotte de Pair-non-Pair, Prignac-et-Marcamps, Gironde
- Abri Pataud, Les Eyzies, Dordogne
- Grotte du Pech Merle, Cabrerets, Lot
- Grotte des Planches, Les Planches-près-Arbois, Jura
- Abri du Poisson Les Eyzies, Dordogne
- Gouffre de Poudrey, Étalans, Doubs
- Grottes de Presque, Saint-Médard-de-Presque, Lot
- Gouffre de Proumeyssac, Audrix, Dordogne
- Grottes du Quéroy, Chazelles, Charente
- Abri du Roc-aux-Sorciers, Angles-sur-l'Anglin, Vienne
- Abri de la Roque Saint-Christophe, Peyzac-le-Moustier, Dordogne
- Grotte de Rouffignac, Rouffignac-Saint-Cernin-de-Reilhac, Dordogne
- Grotte de Saint-Cézaire, Saint-Cézaire-sur-Siagne, Alpes-Maritimes
- Grotte de Saint-Cirq, Saint-Cirq, Lot
- Grotte de Saint-Marcel, Saint-Marcel-d'Ardèche, Ardèche
- Grotte de la Salamandre, Méjannes-le-Clap, Gard
- Grottes de Sare, Sare, Pyrénées-Atlantiques
- Cuves de Sassenage, Sassenage, Isère
- Grottes de Saulges, Thorigné-en-Charnie et Saint-Pierre-sur-Erve, Mayenne
- Grotte de Thaïs, Saint-Nazaire-en-Royans, Drôme
- Grotte de Thouzon, Le Thor, Vaucluse
- Grotte de Tourtoirac, Tourtoirac, Dordogne
- Grotte de Trabuc, Mialet, Gard
- Grotte de la Verna, Sainte-Engrâce, Pyrénées-Atlantiques
- Grottes de Villecroze, Villecroze, Var
- Grotte de la Pierre de Volvic, Volvic, Puy-de-Dôme

#### Gibraltar
- Grotte de Saint Michel, Gibraltar

#### Grèce
- Grotte d'Angitis (el), Prosotsani, Grèce
- Grottes de Diros (el) (grottes Glifada et d'Alépotripa), Pyrgos Dirou, Grèce
- Grotte des Lacs (el), Kastria, Achaïe, Grèce
- Grotte de Melissani, Céphalonie, Grèce

#### Hongrie
- Grottes d'Aggtelek, Hongrie / Slovaquie
- Grottes de Tapolca, Hongrie

#### Irlande
- Pol an Ionain, Doolin, Irlande

#### Italie
- Grotte bleue, Campanie, Italie
- Grottes de Castellana, Bari, Italie
- Grotte de Neptune, Alghero, Sardaigne, Italie
- Grottes de Frasassi, Marches, Italie
- Grotta Gigante, Trieste, Italie
- Grottes de Toirano, Ligurie, Italie
- Grottes du Bue Marino, Sardaigne, Italie

#### Monaco
- Grotte de l'Observatoire, Monaco

#### Roumanie
- Peștera Urșilor (ro), Chişcău, Bihor, Roumanie
- Peștera Scărișoara (ro), Garda de Sus, Alba, Roumanie

#### Royaume-Uni
- Grottes de Wookey Hole, Somerset, Angleterre
- Grotte d'Ingleborough (en), Angleterre
- Caverne de Poole (en), Angleterre
- Grottes de Marble Arch (en), Fermanagh, Irlande du Nord
- Dan yr Ogof (en), Powys, Pays de Galles
- Grotte de Smoo, Écosse

#### Russie
- Grotte de Vorontsova (ru), Sotchi, Russie
- Grotte glacée de Koungour, Perm, Russie

#### Suisse
- Grotte aux Fées, Valais, Suisse
- Hölloch, Schwytz, Suisse
- Grottes de Réclère, Jura, Suisse
- Lac souterrain de Saint-Léonard, Valais, Suisse
- Grottes aux Fées de Vallorbe, Jura, Suisse

#### République tchèque
- Karst de Moravie, Blansko, République tchèque

#### Ukraine
- Shaitan-Koba (uk), Crimée, Ukraine
- Grotte de Skelska (uk), Crimée, Ukraine
- Grotte de marbre, Crimée, Ukraine

#### Slovaquie
- Grottes d'Aggtelek, Hongrie / Slovaquie
- Grotte de glace de Dobšiná, Slovaquie

#### Slovénie
- Grottes de Škocjan, Slovénie
- Grotte de Vilenica (en), Slovénie
- Grotte de Postojna, Slovénie
- Grotte de Križna, Slovénie

### Asie

#### Abkhazie
- Grotte de Nouvel Athos, Abkhazie

#### Chine
- Grotte de la Flûte de roseau (en) (Lúdí Yán), Guilin, Guangxi, Chine
- Grottes de Mogao, Dunhuang, Gansu, Chine
- Grotte de Huanglong, Zhangjiajie, Hunan, Chine
- Grotte aux Sept étoiles (en) (Qīxīng Yán), Guilin, Guangxi, Chine

#### Corée du Sud
- Tunnel de lave de Manjanggul (en), Jeju, Corée du Sud

#### Inde
- Grottes d'Ajanta, Aurangabad, Maharashtra, Inde
- Grottes d'Éléphanta, Bombay, Maharashtra, Inde
- Grottes d'Ellora, Aurangabad, Maharashtra, Inde

#### Iran
- Grotte d'Alisadr, Alisadr, Hamadan, Iran

#### Israël
- Grotte de Soreq, Israël
- Grottes de Nahal Me’arot, Wadi el-Mughara, Haïfa, Israël

#### Japon
- Grotte d'Akiyoshidō, Yamaguchi, Japon

#### Liban
- Grotte de Jeita, Liban

#### Malaisie
- Grottes de Batu, Kuala Lumpur, Malaisie
- Deer Cave (en), Miri, Sarawak, Malaisie

#### Ouzbékistan
- Hazrat Daoud pilgrimage cave (ru), Nurobod, Ouzbékistan

#### Philippines
- Grottes de Tabon, Quezon, Palawan, Philippines

#### Sri Lanka
- Temple d'Or de Dambulla, Sri Lanka

#### Turquie
- Grotte Dupnisa (en), Kırklareli, Turquie

#### Vietnam
- Grotte de Thiên Đường, Đồng Hới, Vietnam
- Grotte de Phong Nha (en), Quang Binh, Vietnam

### Afrique

#### Afrique du Sud
- Grottes du Cango, Oudtshoorn, Afrique du Sud

#### Maroc
- Grottes d'Hercule, Cap Spartel, Maroc

### Océanie

#### Australie
- Blanche Cave (en), Naracoorte, Australie
- Gunns Plains Cave (en), Tasmanie, Australie
- Capricorn Caves (en), Rockhampton, Queensland, Australie
- Buchan Caves (en), Victoria, Australie
- Jenolan Caves (en), Nouvelle-Galles du Sud, Australie

#### Nouvelle-Zélande
- Cathedral Caves (en), île du Sud, Nouvelle-Zélande
- Grottes de Waitomo, île du Nord, Nouvelle-Zélande